# Tsuji Nobuo
Tsuji Nobuo (辻 惟雄) (né à Nagoya le 22 juin 1932) est un historien de l’art japonais. Tsuji fait ses études à l’université de Tokyo, dans le département d’Histoire de l’art. Chercheur au Centre de recherche de Tōkyō pour le patrimoine (en japonais : Tōkyō bunkazai kenkyūjo), il est nommé professeur à l’Université du Tōhoku, puis à l’université de Tokyo, de 1985 à 1993. Il termine sa carrière comme président de l’Université des arts de Tama et président du Musée municipal de Chiba.
Spécialiste de la peinture japonaise de l’époque d’Edo, il contribue en particulier à réévaluer les artistes « excentriques » (kisō en japonais), comme Iwasa Matabē, Soga Shōhaku, Itō Jakuchū ou Nagasawa Rosetsu.